# Ignazio Andrea I Akhidjan
Ignazio Andrea I, nato Abdul-Ghal Akhidjan (Mardin, 1622 – Aleppo, 24 luglio 1677), è stato un patriarca cattolico siriano, arcieparca di Aleppo e primo patriarca della Chiesa cattolica sira.
La sua elezione a patriarca ha segnato la prima separazione del patriarcato di Antiochia dei Siri, fra la Chiesa cattolica sira e la Chiesa ortodossa siriaca.

## Biografia
Abdul-Ghal Akhidjan nacque nel 1622 a Mardin e ben presto entrò in contatto con i missionari carmelitani. Dopo aver studiato per tre anni a Roma nel Collegio maronita, nel 1652 circa tornò in Oriente, dove fu ordinato sacerdote dal patriarca maronita, Youhanna Bawwab el-Safrawi.
In quegli anni ad Aleppo un certo numero di cristiani siriaci entrò in piena comunione con la Chiesa cattolica, costituendo la prima comunità siro-cattolica. Scelsero come loro vescovo 'Abdul-Ghal Akhidjan, che fu consacrato il 29 giugno 1656 dalle mani del patriarca maronita Bawwab el-Safrawi, assumendo il nome di Andrea. Prese possesso della sua diocesi il 9 agosto 1656. Soffrì la forte e violenta opposizione dei siriaci ortodossi che lo costrinsero a fuggire in Libano il 15 maggio 1657, da dove ritornò ad Aleppo il 12 marzo successivo. Il suo ministero come vescovo siro-cattolico di Aleppo venne confermato dal Papa il 28 gennaio 1659.
Alla morte del patriarca siriaco Ignatius Yeshu II Qamsheh nel 1662, il partito siro-cattolico di Aleppo fu in grado di convincere il sinodo della Chiesa siriaca ad eleggere André Akhidjan come patriarca, che fu eletto il 19 aprile 1662; tuttavia la controparte ortodossa elesse come proprio patriarca Abdul Masih. Il 3 agosto 1662 il sultano ottomano Mehmet IV rilasciò ad Akhidjan il firmano che riconosceva il suo ufficio patriarcale; così André Akhidjan fu solennemente intronizzato il 20 agosto 1662, prendendo il tradizionale nome di Ignazio. Propaganda Fide prese tempo per conoscere meglio i dettagli che avevano portato all'elezione di André Akhidjan, che fu confermata solo un anno dopo, il 23 aprile 1663.
Il patriarcato di Akhidjan fu inizialmente molto turbato. Abdul Masih rivendicò il Patriarcato e nel 1663 occupò la cattedrale di Aleppo, recuperata da Akhidjan nel gennaio 1664. Il 10 aprile successivo il sultano Mehmed IV confermò Akhidjan come unico capo di tutta la Nazione siriaca (millet).
Ignazio Andrea I Akhidjan morì pacificamente ad Aleppo il 24 luglio 1677.

## Genealogia episcopale e successione apostolica
La genealogia episcopale è:
- Patriarca Youhanna Boutros Bawwab el-Safrawi
- Patriarca Ignace André Akhidjan

La successione apostolica è:
- Vescovo Denys Benham Mourabbi (1662)